# Château d'Engers

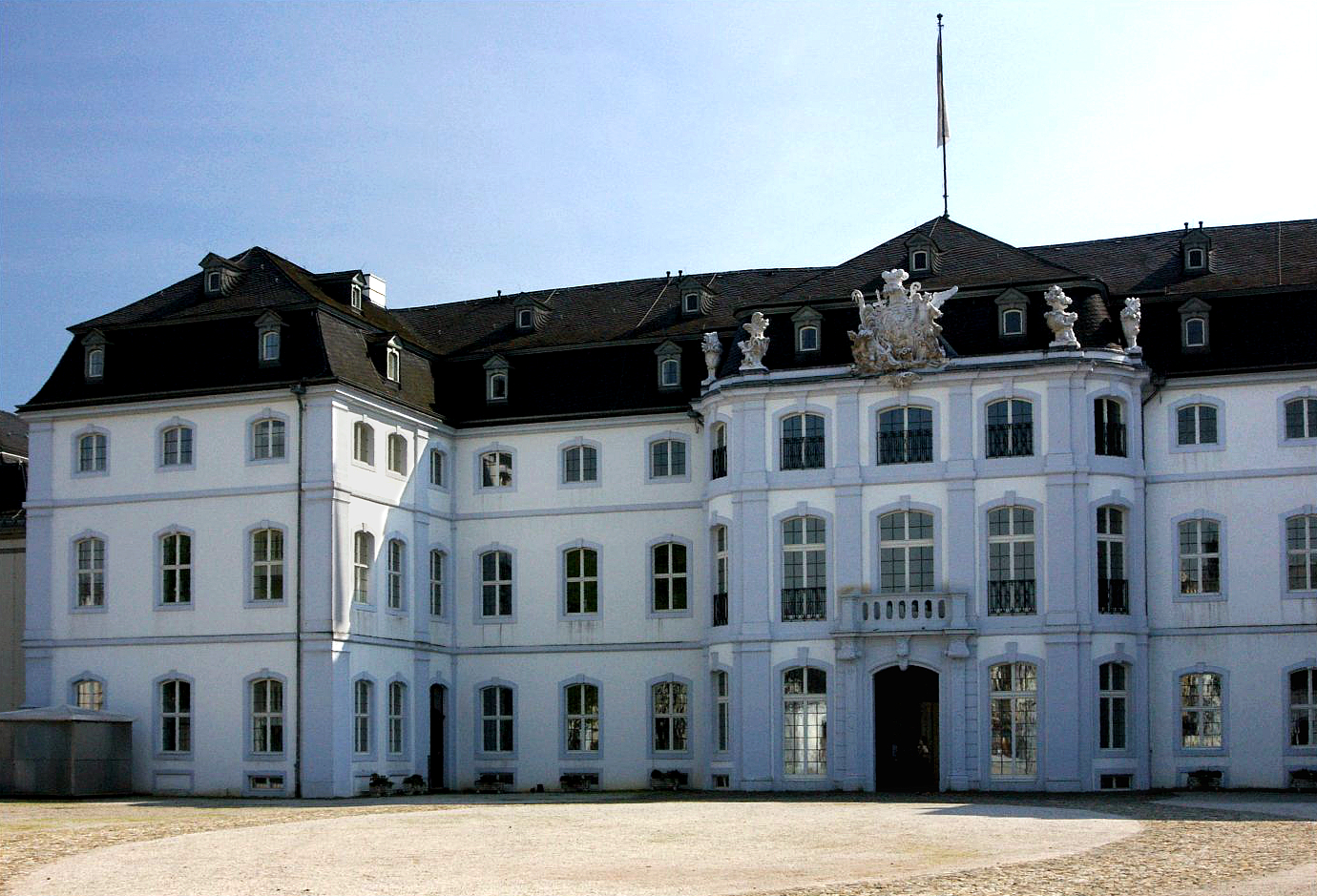
Château d'Engers

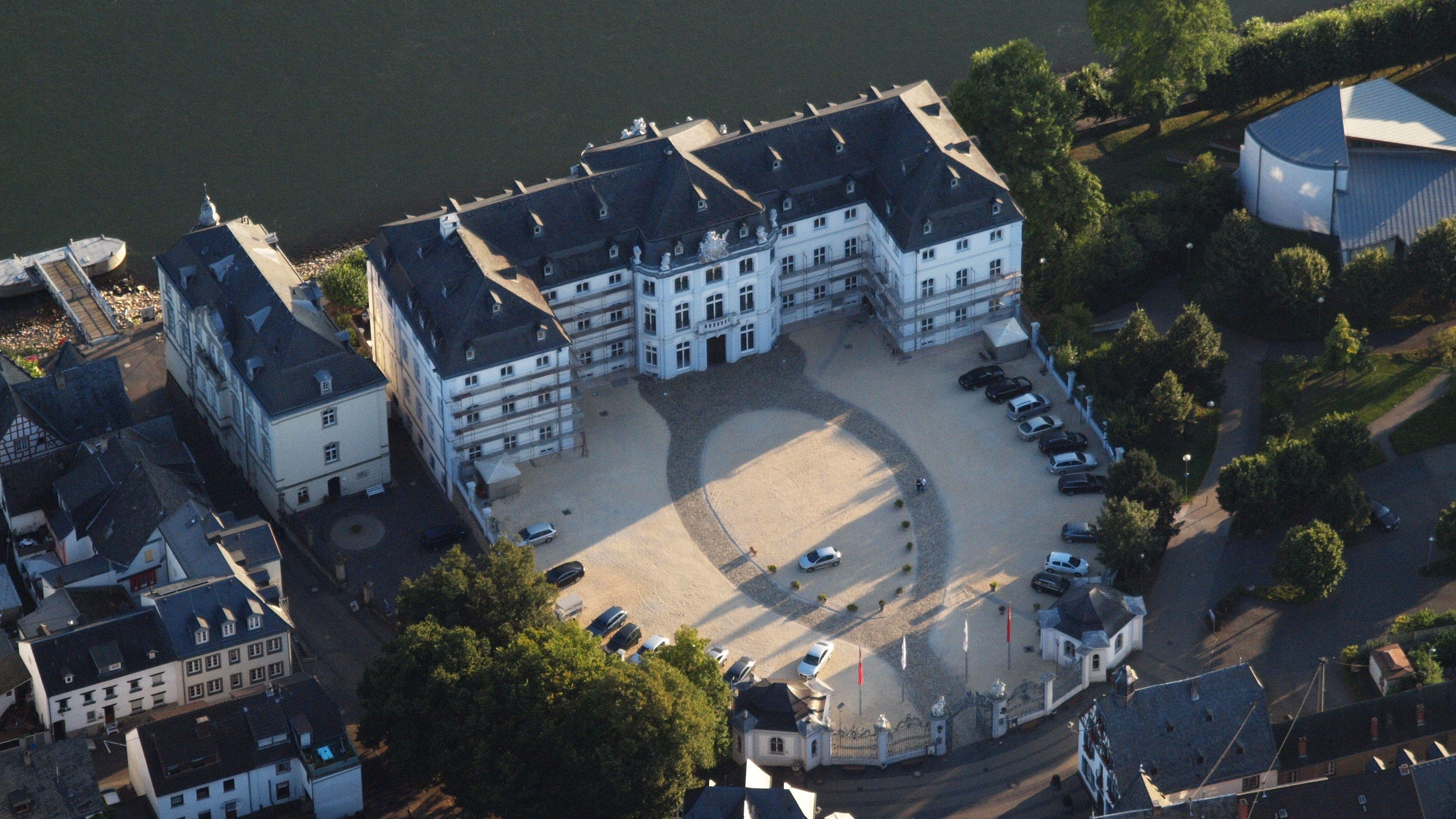
Château d'Engers vu de l'Est

Le château d'Engers est situé directement sur le Rhin dans le quartier de Neuwied à Engers en Rhénanie-Palatinat. L'archevêque et électeur de Trèves Jean-Philippe de Walderdorff le fait construire entre 1759 et 1764 comme palais de chasse, de plaisance et d'été selon les plans de Johannes Seiz (de).
Le bâtiment du château de style baroque tardif abrite aujourd'hui le bureau de la Fondation d'État Villa Musica, un espace musée avec d'anciens instruments de musique et des peintures des princes électoraux de Trèves, ainsi que des salles de répétition et d'administration de l'Académie d'État de musique de Rhénanie-Palatinat (de). Le restaurant situé dans la cave du château est vide depuis la faillite de la société d'exploitation de la fondation.

## Histoire

### Château de Kunostein

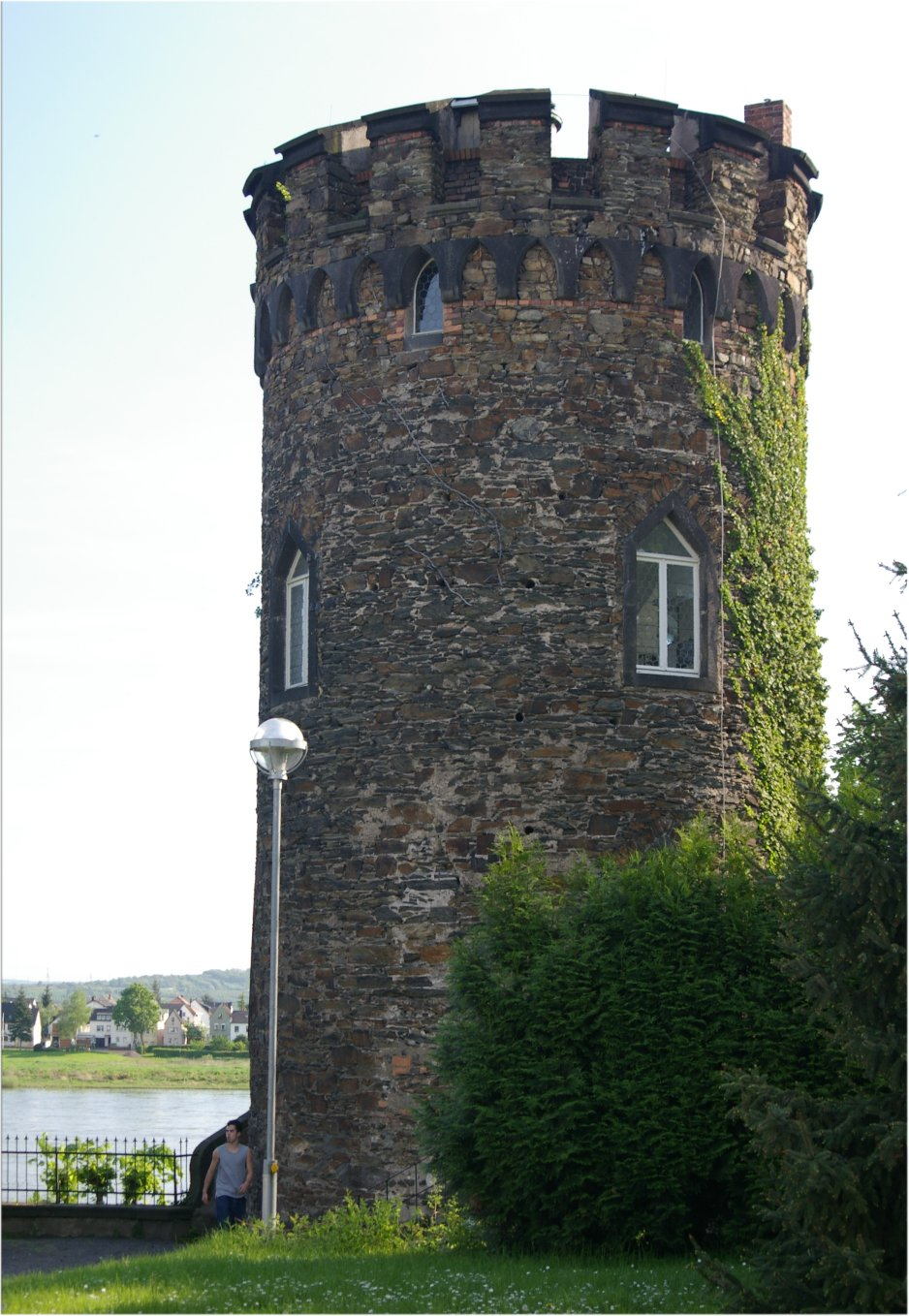
Tour grise de l'ancien château de Kunostein, Engers

L'archevêque de Trèves Cunon de Falkenstein acquit la ville d'Engers en 1371 et construisit le château de Kunostein sur les rives du Rhin. Son frère et successeur Werner de Falkenstein a déplacé le poste de douane du château de Stolzenfels près de Coblence à Engers. Le château de Kunostein devient ainsi un château douanier (de). Il survit au Moyen Âge sans subir de destructions majeures. En 1757, Jean-Philippe de Walderdorff, alors archevêque et électeur de Trèves, décide de moderniser le château. Ce projet est interprété comme une réaction à la fondation de la ville de Neuwied. Il change ses plans et fait démolir le château en 1758. Aujourd'hui, la Tour Grise de l'ancien poste de douane est encore conservée.

### Château d'Engers

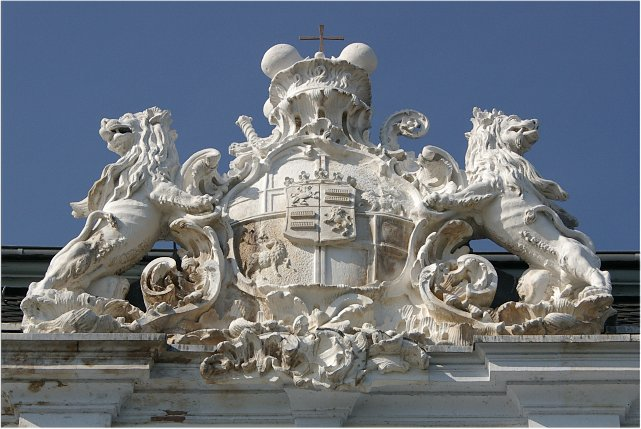
Armoiries du château d'Engers

L'architecte Johannes Seiz (de), élève de Balthasar Neumann, est chargé de planifier les travaux d'un nouveau palais. Avec la participation du plâtrier de cour Michael Eytel, du peintre de Coblence Märzius Zick et du sculpteur Ferdinand Dietz, le château d'Engers de style baroque tardif, encore bien conservé aujourd'hui, est construit entre 1759 et 1762 sur le site de l'ancien château de Kunostein.
L'Électeur ne séjourne au château d'Engers que pendant la saison de chasse, en septembre de chaque année. Le reste du temps, le château reste vide et est ouvert aux étrangers en visite. L'électeur fait construire d'autres palais de plaisance à Wittlich et à Molsberg. Jean-Philippe de Walderdorff décède en 1768. Après la fin de l'électorat, le château est attribué en 1803 au prince de Nassau-Weilbourg comme résidence d'été. Après le Congrès de Vienne, Engers devient prussien et le site sert d'école de guerre entre 1862 et 1914. Pendant la guerre de 1870/71 et entre 1914 et 1917, il sert d'hôpital de réserve. En 1928, le site est vendu à la société Joseph (de) et un foyer, un sanatorium et un établissement d'enseignement pour personnes handicapées sont construits. L'école Christiane-Herzog, qui appartient à la Maison Henri (de), se développe à partir de l'école hospitalière en mettant l'accent sur le développement moteur.
En 1990, le bâtiment du château est repris par l'État de Rhénanie-Palatinat et abrite depuis 1995 la fondation d'État Villa Musica. Immédiatement à côté du château en amont se trouve la maison néo-baroque des maîtres (dite Maison du Maître), construite vers 1900, qui sont formés dans la Maison Henri. L'Académie d'État de musique de Rhénanie-Palatinat (de) est située dans le bâtiment rénové en 2003.